# Fleta moorei
Fleta moorei là một loài bướm đêm trong họ Noctuidae.